# Sowle Nunatak
Il Sowle Nunatak (in lingua inglese: Nunatak Sowle) è uno dei nunatak, o picchi rocciosi isolati, che costituiscono i Rambo Nunataks, situato 10 km a sudest del Wagner Nunatak sul fianco occidentale del Foundation Ice Stream, nei Monti Pensacola in Antartide. 
Il nunatak è stato mappato dall'United States Geological Survey (USGS) sulla base di rilevazioni e foto aeree scattate dalla U.S. Navy nel periodo 1956-66.
La denominazione è stata assegnata dall'Advisory Committee on Antarctic Names (US-ACAN) in onore di Melvin L. Sowle, meccanico edile della Stazione Plateau durante l'inverno del 1967.